# Theo Jones
Theo Jones (* 20. Jahrhundert) ist ein VFX Supervisor, der 2019 für die Fantasy-Abenteuer-Komödie Christopher Robin für den Oscar für die besten visuellen Effekte nominiert wurde.

## Leben
Er wuchs in Budleigh Salterton an der Ärmelkanalküste im Südwesten von England auf, wo er in der St Peter’s C Of E Primary School und später in der King’s School in Ottery St. Mary zur Schule ging.
Er studierte an der Bournemouth University und machte dort 2003 seinen Masterabschluss im Bereich Computer Animation. Nach seinem Studium begann er seine berufliche Laufbahn als Technischer Leiter bei Framestore, wo er an Filmen wie Troja, Doom – Der Film und Harry Potter und der Feuerkelch mitarbeitete. Anschließend ging er für 11 Jahre in das New Yorker Büro von Framestore, bevor er 2017 für seine Arbeit an Guardians of the Galaxy Vol. 2 nach London wechselte.
2019 wurde er für Christopher Robin gemeinsam mit Christopher Lawrence, Michael Eames und Chris Corbould für den Oscar für die besten visuellen Effekte nominiert.
Derzeit lebt er in London.

## Filmografie
- 2004: Troja (Troy)
- 2005: Doom – Der Film (Doom)
- 2005: Harry Potter und der Feuerkelch (Harry Potter and the Goblet of Fire)
- 2006: Superman Returns
- 2010: Salt
- 2011: Die Schlümpfe (The Smurfs)
- 2012: Not Fade Away
- 2013: Das erstaunliche Leben des Walter Mitty (The Secret Life of Walter Mitty)
- 2017: Guardians of the Galaxy Vol. 2
- 2017: Paddington 2
- 2018: Christopher Robin